# Fictosexualidad

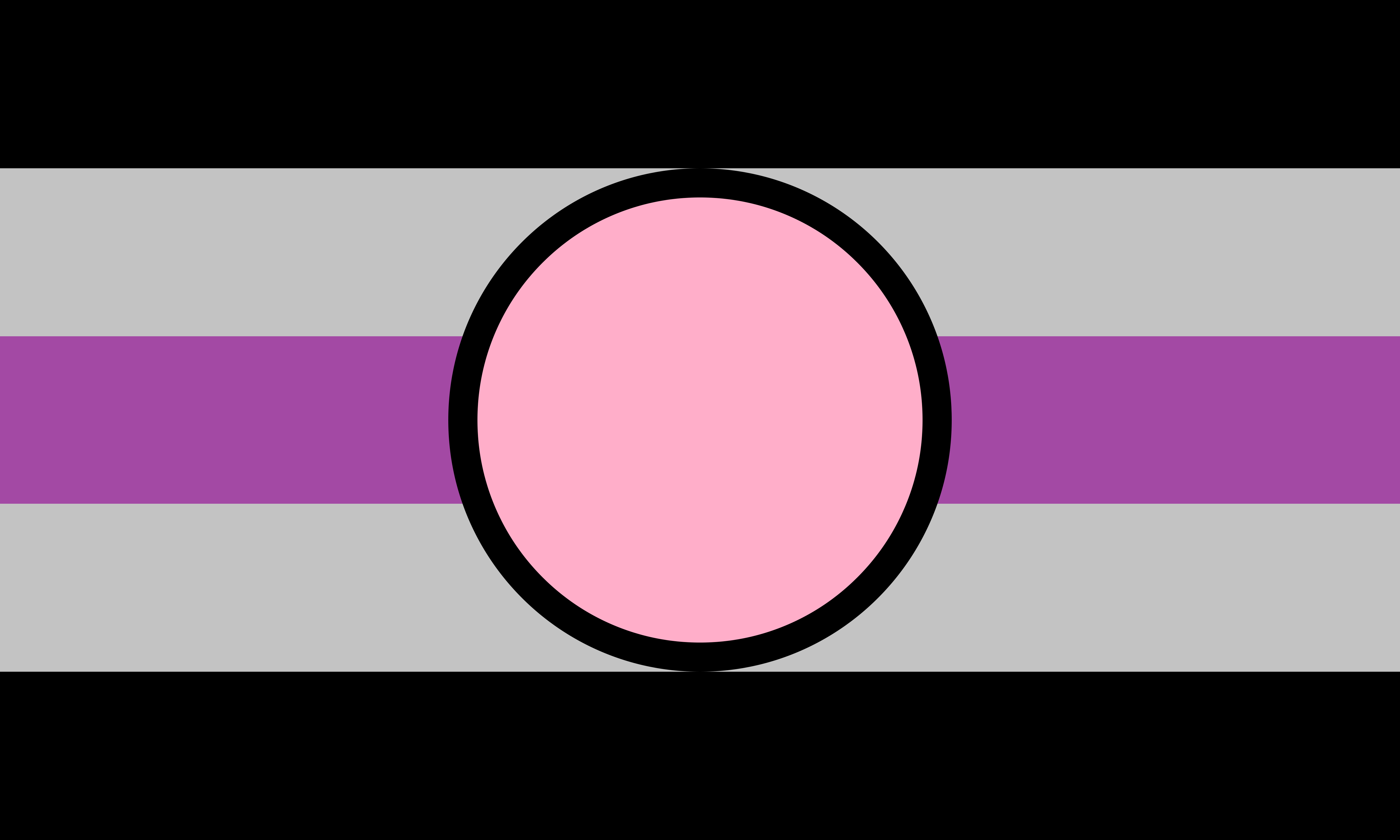
Bandera fictosexual

Los términos fictosexualidad, ficciosexualidad, fictiosexualidad, fictisexualidad, fictofilia y ficciofilia (variante de nombre del complejo 2D/schediafilia/nijikon fetchi) describen la atracción amorosa o sexual dirigida a personajes de ficción, generalmente 2D. La persona fictosexual puede experimentar esta atracción hacia personajes ficticios de manera exclusiva o no. El término puede solaparse en el espectro asexual como un subtipo de aegosexual, también conocido como autocorisexual.
El término combina ficción (a partir del prefijo "ficto-") y sexualidad. Para algunas personas, el término incluye tanto lo romántico como lo sexual; para otras, a la versión romántica de fictosexual se aplica el término fictorromántico(a), y puede ser vivida tanto por personas asexuales cuanto por personas alosexuales.
Las personas y activistas fictosexuales aseguran que su orientación sexual no forma parte del colectivo LGBT y afirman preferir mantenerse así permanentemente, desmintiendo así cualquier tipo de relación o colaboración con este colectivo, manteniéndose independientes en su causa luchando por la aceptación social por su propia cuenta. Han afirmado, sin embargo, tener mucha afinidad y apego con la comunidad otaku, akiibakei y la comunidad geek.